# Aro
Aro, stiliserat som ARO, kan även kallas Roseland Tower; 239 West 52nd Street och 242 West 53rd Street, är en skyskrapa som ligger på Manhattan i New York, New York i USA.
Byggnaden uppfördes nellan 2015 och 2018 som en fastighet för bostäder. Den är 224,8 meter hög och har 56 våningar vardera.